# Annika Pages
Annika Pages (* 31. Juli 1968 in Hamburg; Schreibweise gelegentlich auch Anika Pages) ist eine deutsche Schauspielerin und Tochter des Schauspielerehepaares Ursula Pages und Harald Pages sowie die jüngere Schwester der Schauspielerin Svenja Pages. Sie hatte Theaterengagements an bedeutenden Bühnen und war in zahlreichen Kino- und Fernsehfilmen zu sehen.

## Filmografie (Auswahl)
- 1994: Tafelspitz
- 1995: Mein Opa ist der Beste
- 1997: Ein Herz wird wieder jung
- 1997: Mein Opa und die 13 Stühle
- 2000: Ein Geschenk der Liebe
- 2001: Love Letters
- 2002: Flamenco der Liebe
- 2002: Die Affäre Semmeling

## Hörspiele
- 1981: TKKG Folge 14: Der Schlangenmensch[2]
- 1984: Locke Folge 6: Überfall nach Ladenschluss
- ab 1986 : Scotland Yard : Folgen 1 bis 10 und Folgen 16 bis 29
- 1988: Barbie Folge 17: Barbie und der verzauberte Zirkus
- 2017 : Die Drei Fragezeichen : Folge 117: Insel des Vergessens